# L'uomo che verrà
L'uomo che verrà är en italiensk dramafilm från 2009 i regi av Giorgio Diritti.

## Utmärkelser
Filmen vann David di Donatello för bästa film 2010.

## Roller (urval)
- Greta Zuccheri Montanari – Martina
- Maya Sansa – Lena
- Alba Rohrwacher – Beniamina
- Claudio Casadio – Armando
- Stefano Bicocchi – Giovanni Buganelli
- Eleonora Mazzoni – Clara Buganelli